# Peștera cu Oase
Peștera cu Oase (pronunciació en romanès: [ˈPeʃtera ku ˈo̯ase], que significa "La cova amb ossos") és un sistema de 12 galeries i cambres càrstiques situades a prop de la ciutat Anina, al comtat de Caraș-Severin, al sud-oest de Romania, on es troben alguns dels humans moderns europeus més antics (EEMH)) s’han trobat restes, d'entre 37.000 i 42.000 anys.
El 2015, la investigació genètica va revelar que el fòssil Oase 1 tenia un avantpassat recent dels neandertals, amb un 5-11% d'ADN autosòmic neandertal estimat. El 12è cromosoma de l'espècimen era del 50% neandertal.

## La cova
El febrer de 2002, un equip espeleològic que explorava el sistema càrstic de la vall de Miniș, al sud-oest de les muntanyes dels Carpats, prop d'Anina, va revelar una cambra desconeguda fins ara amb una profusió de restes esquelètiques de mamífers. La cova, que semblava haver servit principalment de sala d'hibernació per a l'ós de la caverna del plistocè final (Ursus spelaeus), presentava arranjaments inusuals com la col·locació d'algunes restes sobre roques elevades, cosa que suggereix una certa implicació humana en els dipòsits acumulats. De fet, els espeleòlegs Ștefan Milota, Adrian Bîlgăr i Laurențiu Sarcina van descobrir una mandíbula humana completa a la paleosuperfície. La cambra càrstica va ser designada com a "Peștera cu Oase" (La cova amb ossos) i la mandíbula humana com a "Oase 1" (també batejat com Ion din Anina "Joan d'Anina").
Les darreres dates de radiocarboni dels fòssils d'Oase donen una edat de 37.800 anys BP. Des d'un emplaçament proper a les Portes de Ferro al corredor danubià, poden representar una de les primeres poblacions humanes modernes que van entrar a Europa.

## Oase 1
El juny de 2003, un altre equip d'investigació amb Ștefan Milota, Ricardo Rodrigo i Mircea Gherase van descobrir restes humanes addicionals a la superfície de la cova. Així, es va trobar tot un esquelet cranial anterior juntament amb un os temporal esquerre en gran part complet i una sèrie de segments ossis frontals, parietals i occipitals.
"Oase 1" presenta trets morfològics dels primers humans moderns i humans arcaics, inclosos els trets neandertals.
L'anàlisi d'ADN d'Oase 1 des del 2015 ha fet diverses troballes significatives.
- Al voltant del 6-9% del genoma és d'origen neandertal. Aquest és el percentatge més alt d'introgressió arcaica que es troba en un ésser humà anatòmicament modern i, juntament amb els patrons de desequilibri de la vinculació, indiquen que Oase 1 tenia un avantpassat neandertal relativament recent, aproximadament de quatre a sis generacions abans.
- L'ADN autosòmic d'Oase 1 de Fu et al. (2015) indica que ell (ja que era un mascle) pot haver compartit més al·lels amb les poblacions modernes d'Àsia Oriental que amb els europeus moderns. Tanmateix, Oase compartia al·lels iguals amb els europeus mesolítics i els eurasiàtics orientals que suggereixen una barreja no pre-LGM-europea en els europeus moderns, part del seu ascendència euroasiàtica basal que eren transportats a Europa pels agricultors anatòlics i els pastors de Yamnaya.[8]
- L'Oase 1 pertany a un haplogrup d'ADN Y extingit i a un haplogrup d'ADN mitocondrial extingit.
  - Investigació de Poznik et al. (2016) suggereix que Oase 1 ADN Y pertany a l'haplogrup K2a *. És a dir, Oase 1 posseeix SNPS semblant a l'home d'Ust’-Ishim (també K2a *), restes de Sibèria de 45.000 anys i aigües amunt de l'Haplogroup NO i un llinatge rar trobat en dos mascles vius (d'origen ètnic telugu i malai, respectivament, per a qui Poznik et al. van proposar la creació d'un nou subclade, anomenat "K2a1").[9] (Investigacions anteriors de Fu et al. Van informar que Oase 1 pertanyia a un subclade de l'haplogrup F d'ADN Y, que no era l'haplogrup G, H, I i J, deixant oberta la possibilitat que Oase 1 pertanyia al macrohaplogrup K.)
  - Segons Fu, el llinatge matern de l'Oase-1 està relacionat amb l'haplogrup N de l'ADN mitocondrial, però va divergir de tots els altres N abans que es diferenciessin els uns dels altres.

## Oase 2 i 3
Plantilla:Hybridbox
Tot i que la mandíbula inferior "Oase 1" està completament madura, l'esquelet facial és el d'un adolescent de mitjans de la segona dècada, corresponent, per tant, a un segon individu, designat com "Oase 2". Més anàlisis han revelat que l'os temporal esquerre representa un tercer individu, avaluat com a adolescent versus femella madura, designat com "Oase 3". No obstant això, troballes i treballs addicionals han demostrat que l'os temporal deriva del mateix crani que els ossos facials i parietals "Oase 2". La manca de signes arqueològics com torxes, carbó vegetal o eines podria fer pensar que les restes humanes es podrien haver rentat a la cova per fissures.
Les "Oase 2" i "Oase 3" confirmen un patró ja conegut per la probablement contemporània mandíbula "Oase 1", indica una barreja de trets morfològics arcaics, humans moderns i neandertals. Per tant, els exemplars presenten un conjunt de característiques "humanes modernes" derivades com la barbeta que projecta, sense cresta del front, una caixa cerebral alta i arrodonida. Tot i això, aquestes característiques s’associen a diversos aspectes arcaics del crani i la dentició que els situen fora del rang de variació dels humans moderns, com ara una cara gran, una gran cresta d'os darrere de l'orella i dents grans que es fan encara més grans cap a l'esquena.. Aquest mosaic d'home modern i neandertal s’assembla a trets similars trobats en un fòssil d'un nen de 25.000 anys a Abrigo do Lagar Velho o al lloc de Mladeč de 31.000 anys, de Cidália Duarte, et al. (1999).
Els investigadors van seqüenciar el genoma de "Oase 2" a una elevada cobertura (20 vegades) del seu os petrós. Al voltant del 6% del genoma de "Oase 2" té un origen neandertal, que és inferior al de "Oase 1"; tanmateix, això segueix sent molt superior a l'esperat segons la seva edat i el que es veu en altres genomes del Paleolític superior. "Oase 2" pertany al mateix subclade basal de l'haplogrup N d'ADN mitocondrial que "Oase 1". Si es compara amb totes les mostres d'ADN registrades, "Oase 2" i "Oase 1" comparteixen l'afinitat genètica més propera entre si. Sembla que "Oase 1" i "Oase 2" provenen de poblacions relacionades, però no necessàriament idèntiques. "Oase 1" mostra una afinitat pels europeus de l'era glacial que no es troba a "Oase 2", mentre que "Oase 2" és més propera als asiàtics i als nadius americans. "Oase 1" mostra una afinitat genètica per " Peştera Muierii 2 " que no es troba a "Oase 2". Després de "Oase 1", la següent afinitat genètica més propera per "Oase 2" entre mostres d'ADN antigues és l'home de Tianyuan. Ni "Oase 2" ni "Oase 1" són particularment properes genèticament a cap població humana moderna.

## Investigació actual
Peștera cu Oase està sotmès a investigació en curs. Les troballes in situ de la campanya del 2005 s’examinen actualment a l'Institut d'espeleologia romanès "Emil Racoviță", Universitat Nacional d'Austràlia, (ressonància de spin electrònic i sèries d'urani en 21 mostres d'ossos / dents i 29 mostres de sediment associades), Universitat de Bristol, (anàlisi de la sèrie d'urani en 22 mostres d'ossos), Universitat de Bergen, (datació de la sèrie d'urani en 7 mostres), Universitat d'Oxford (datació de radiocarboni AMS en 8 mostres d'ossos / dents), Institut Max Planck (estable anàlisi d'isòtops i ADN antic en 37 mostres d'ossos / dents), Universitat de Viena (datació radiocarbonada AMS en 25 mostres d'ossos / dents).
Un crani trobat a Peștera cu Oase el 2004/5 porta trets tant dels humans moderns com dels neandertals. Segons un document d'Erik Trinkaus i altres, publicat al Proceedings of the National Academy of Sciences el gener del 2007, aquesta troballa suggereix que els dos grups es van confluir fa milers d'anys. Les datacions per radiocarboni indiquen que el crani té 37.800 anys d'antiguitat, cosa que el converteix en un dels fòssils humans moderns més antics mai trobats a Europa.

## Implicacions per a la investigació
El marcat contrast entre la modernitat morfològica dels humans "primerencs moderns" i fins i tot els paquets de trets "clàssics neandertals" tardans, així com les diferències d'ADN mitocondrial han suggerit una discontinuïtat antropològica física important i, per tant, una substitució completa de la població a la zona mitjana Transició al Paleolític superior, que condueix al model que es podria anomenar "Fora d'Àfrica amb recanvi complet".
No obstant això, datacions directes més recents de fòssils han demostrat que les primeres restes humanes modernes eren en lloc de l'Holocè mitjà / final, per tant molt més jove del que es suposava.
En aquest context, la importància particular de les troballes de "Peștera cu Oase" resideix tant en la barreja de trets moderns humans i arcaics (neandertals) com en el fet que són prou complets per ser diagnosticats taxonòmicament i datats directament. Per tant, els fòssils d'Oase se superposen en el temps durant uns 3000 anys amb neandertals tardans com els de la cova Vindija (Croàcia) datats de ~ 32.000 anys de radiocarburs BP o menys per a Arcy-sur-Cure (França) a ~ 34.000 anys de radiocarburs BP. A més, la idea que la gent d'Oase és molt propera al moment de contacte amb els neandertals és coherent amb els seus trets arcaics i troba un suport addicional en els patrons de distribució espaciotemporal de les darreres restes neandertals.
Atès que la genètica no rebutja la hipòtesi d'una barreja moderna neandertal i les proves morfològiques i arqueològiques suggereixen que els llinatges neandertals van sobreviure a poblacions posteriors del Paleolític superior, les troballes de "Peștera cu Oase" proporcionen un fort argument a favor d'un model de barreja entre els neandertals regionals i els neandertals. primers humans moderns.
Argumentant amb una superposició cronològica i una barreja morfològica, aquest model assumeix una important barreja humana neandertal / moderna, suggerint que ja a la seva arribada a Europa, els humans moderns es van trobar, barrejats i intercalats amb els neandertals.